# Гонка Формулы-E в Портленде
Гонка Формулы-E в Портленде (англ. Portland E-Prix) — один их этапов соревнования среди одноместных электрических автомобилей чемпионата мира Формулы-E. Проводится на стационарном автодроме Portland International Raceway в Портленде, штат Орегон, США. Впервые этап прошёл в сезоне 2022—23.

## История
В июне 2022 года стало известно, что еПри Нью-Йорка текущего года станет последним, так как Бркулинский круизный терминал закроется на реконструкцию и не сможет принимать гонки. Ради сохранения гонок в США, руководство Формулы E решило найти замену еПри Нью-Йорка. В декабре 2022 года было объявлено, что в новом сезоне 2022—23 дебютирует новый американский этап, который пройдёт в Портленде 24 июня 2023 года. В июне 2023 года было объявлено, что еПри Портленда пройдёт и в 2024 году.

## Трасса
Portland International Raceway имеет длину 3,190 км и содержит 12 поворотов. В седьмом повороте находится точка активации режима атаки. Данная трасса является одной из немногих в календаре Формулы-E, которая является стационарным автодромом, а не временной уличной. Трасса также известна тем, что на ней проводится этап IndyCar Гран-при Портленда и этап NASCAR Xfinity Series.

## Победители
| Сезон   | Дата проведения | № | Гонщик                  | Команда                          | Трасса                         | Отчёт |
| ------- | --------------- | - | ----------------------- | -------------------------------- | ------------------------------ | ----- |
| 2023—24 | 30 июня 2024    | 3 | Антониу Феликс да Кошта | TAG Heuer Porsche Formula E Team | Portland International Raceway | Отчёт |
| 2023—24 | 29 июня 2024    | 2 | Антониу Феликс да Кошта | TAG Heuer Porsche Formula E Team | Portland International Raceway | Отчёт |
| 2022—23 | 24 июня 2023    | 1 | Ник Кэссиди             | Envision Racing                  | Portland International Raceway | Отчёт |